# Oxalis anomala
Oxalis anomala är en harsyreväxtart som beskrevs av Salter. Oxalis anomala ingår i släktet oxalisar, och familjen harsyreväxter. Inga underarter finns listade i Catalogue of Life.